# فليبانو

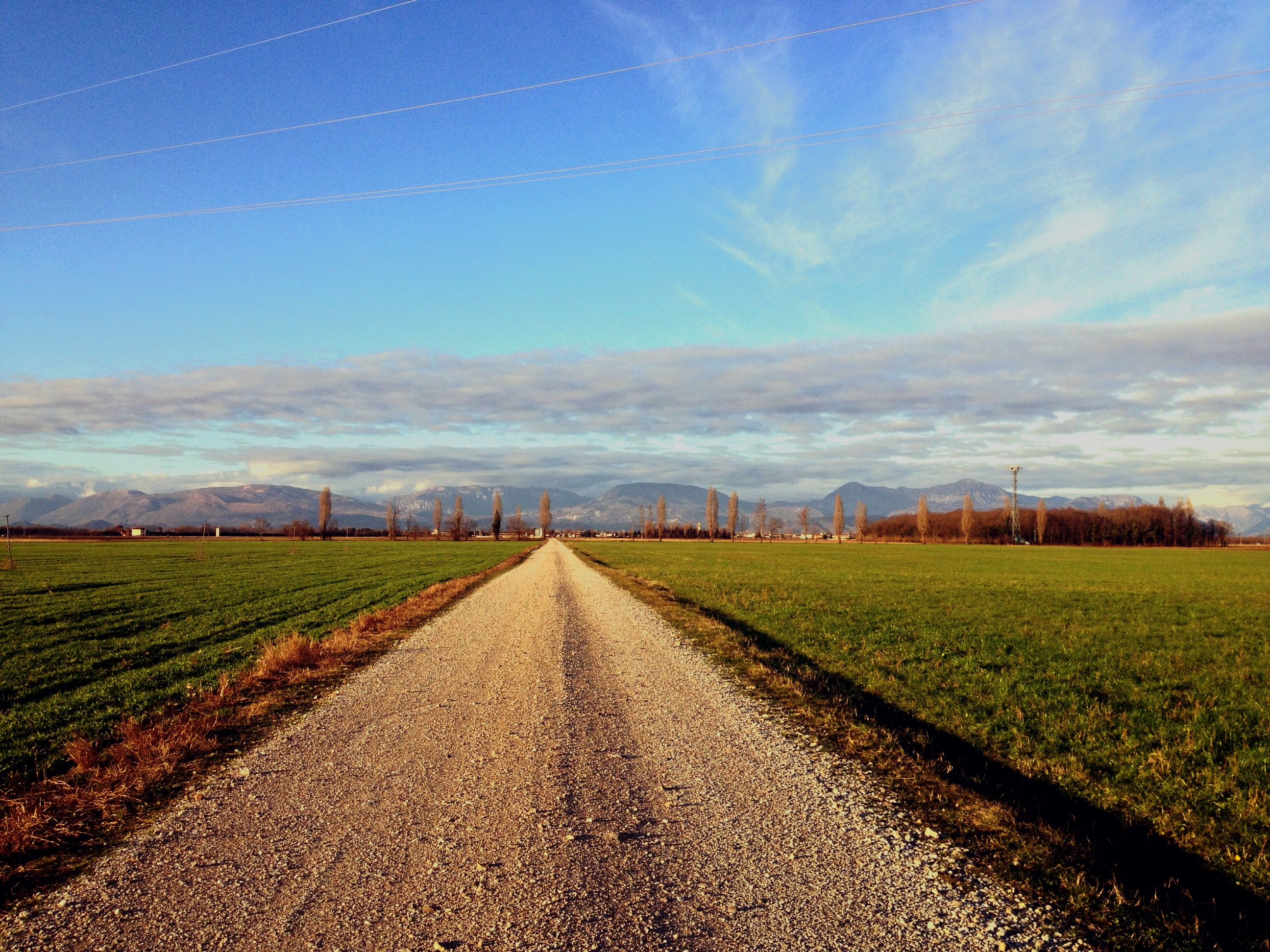
الريف المحيط

فليبانو هي كومونا في مقاطعة أوديني في منطقة الإيطالية وتقع على بعد حوالي 80كيلو مترا (50 ميلا) شمال غرب ترييستي وحوالي 20 كيلو مترا (12ميلا) غربا أوديني.

## المدن التوأم
- بتمبورغ، لوكسمبورغ
- فلباسش، البرتغال

## روابط خارجية
- الموقع الرسمي